# I'm Going Home
"I'm Going Home" is een nummer van de Britse band Ten Years After. Het nummer verscheen op hun livealbum Undead uit 1968. Op 29 november van dat jaar werd het nummer uitgebracht als de enige single van het album.

## Achtergrond
"I'm Going Home" is geschreven door zanger en gitarist Alvin Lee en geproduceerd door Mike Vernon. Het nummer werd nooit uitgebracht als studio-opname, maar kwam in plaats daarvan op het livealbum Undead terecht, opgenomen in de kleine Londense jazzclub Klooks Kleek. In het nummer zijn de nummers "Blue Suede Shoes" (oorspronkelijk van Carl Perkins en een hit in de versie van Elvis Presley), "Baby, Please Don't Go" (oorspronkelijk van Big Joe Williams en een hit in de versie van Them), "Whole Lotta Shakin' Goin' On" (oorspronkelijk van Big Maybelle en een hit in de versie van Jerry Lee Lewis) en "Boom Boom" (John Lee Hooker) verwerkt.
Ten Years After speelde de bekendste versie van "I'm Going Home" tijdens hun optreden op Woodstock in 1969. Het is het enige nummer van het optreden van de band dat in de bijbehorende concertfilm te zien is, aangezien de opnameapparatuur tijdens de rest van de set technische problemen ondervond. Alvin Lee werd geprezen vanwege de snelheid van zijn gitaarsolo en vertelde hierover in een interview: "Ik probeerde nooit om snel te spelen. Het werd een soort van ontwikkeld door de adrenaline van de honderden optredens die ik deed voor Woodstock. Ze noemden mij "Captain Speedfingers" en ik nam het niet echt serieus. Er waren vele gitaristen die sneller waren dan ik - Django Reinhardt, Barney Kessel, John McLaughlin en Joe Pass, om er maar een paar te noemen. De solo in de film vind ik tegenwoordig vrij ruig klinken, maar het had de energie, en dat is waar Ten Years After destijds voor stond. Ik vraag me echter vaak af wat er gebeurd zou zijn als ze "I Can't Keep from Crying, Sometimes" in plaats van "I'm Going Home" in de film hadden gebruikt." Drummer Ric Lee (geen familie) voegde hieraan toe: "Hij [Alvin] zei later dat het jammer was dat dat ons enige nummer in de film was, omdat de band zoveel meer was dan "I'm Going Home", snap je? We werden ermee opgezadeld vanwege de film. Maar je moet ervan houden omdat het van ons wereldartiesten maakte. Destijds was het interessant om te zien of zij bijvoorbeeld "I Can't Keep from Crying" zouden gebruiken, wat een vijftien minuten durende jam werd en veel interessante dingen bevatte. Dus er waren plus- en minpunten."
"I'm Going Home" werd in 1968 voor het eerst op single uitgebracht, maar werd geen groot succes. In de daaropvolgende jaren werd het nog meerdere malen opnieuw uitgebracht op single, waarbij in Nederland de uitgave uit eind 1970 het meest succesvol was. Deze uitgave behaalde de vijftiende plaats in de Top 40 en de elfde positie in de Hilversum 3 Top 30. Ook in Wallonië werd het rond deze tijd een hit met een 28e plaats in de Ultratop 50.

## Hitnoteringen

### Nederlandse Top 40
| Hitnotering: 13-02-1971 t/m 13-03-1971 | Hitnotering: 13-02-1971 t/m 13-03-1971 | Hitnotering: 13-02-1971 t/m 13-03-1971 | Hitnotering: 13-02-1971 t/m 13-03-1971 | Hitnotering: 13-02-1971 t/m 13-03-1971 | Hitnotering: 13-02-1971 t/m 13-03-1971 | Hitnotering: 13-02-1971 t/m 13-03-1971 |
| Week                                   | 1                                      | 2                                      | 3                                      | 4                                      | 5                                      |                                        |
| -------------------------------------- | -------------------------------------- | -------------------------------------- | -------------------------------------- | -------------------------------------- | -------------------------------------- | -------------------------------------- |
| Positie                                | 32                                     | 22                                     | 15                                     | 15                                     | 32                                     | uit                                    |

### Hilversum 3 Top 30
| Hitnotering: 20-02-1971 t/m 13-03-1971 | Hitnotering: 20-02-1971 t/m 13-03-1971 | Hitnotering: 20-02-1971 t/m 13-03-1971 | Hitnotering: 20-02-1971 t/m 13-03-1971 | Hitnotering: 20-02-1971 t/m 13-03-1971 | Hitnotering: 20-02-1971 t/m 13-03-1971 |
| Week                                   | 1                                      | 2                                      | 3                                      | 4                                      |                                        |
| -------------------------------------- | -------------------------------------- | -------------------------------------- | -------------------------------------- | -------------------------------------- | -------------------------------------- |
| Positie                                | 22                                     | 15                                     | 11                                     | 19                                     | uit                                    |

### NPO Radio 2 Top 2000
| Nummer met noteringen in de NPO Radio 2 Top 2000 | '99 | '00-'01 | '02 | '03 | '04 | '05 | '06 | '07 | '08 | '09 | '10 | '11 | '12 | '13 | '14 | '15 | '16  | '17 | '18  | '19  | '20  | '21  | '22  | '23  | '24  |
| ------------------------------------------------ | --- | ------- | --- | --- | --- | --- | --- | --- | --- | --- | --- | --- | --- | --- | --- | --- | ---- | --- | ---- | ---- | ---- | ---- | ---- | ---- | ---- |
| I'm Going Home                                   | 349 | -       | 311 | 264 | 296 | 266 | 258 | 368 | 296 | 566 | 423 | 554 | 572 | 632 | 611 | 718 | 1031 | 909 | 1396 | 1389 | 1500 | 1634 | 1818 | 1807 | 1904 |

1. ↑  Een '-' betekent dat het nummer niet was genoteerd en een vetgedrukt getal geeft de hoogste notering aan.